# Estadio Internacional de Nasiriya
El Estadio Internacional de Nasiriya es un estadio de fútbol ubicado en la ciudad de Nasiriya, Irak. El recinto fue inaugurado en 2024, tiene una capacidad para 17 000 espectadores y es la sede del club Al-Nasiriya SC.
El estadio fue construido entre 2022 y 2024, en el lugar del antiguo y deteriorado Estadio Nasiriyah, que había sido inaugurado en la década de 1960. La nueva arena fue inaugurada el 20 de agosto de 2024 por el primer ministro de Irak, Mohammed Shia' Al Sudani.
El diseño del estadio incorpora elementos inspirados en la cultura sumeria, como los pilares que conforman su estructura exterior. Estas columnas se estrechan hacia la parte superior, adoptando una forma similar a las herramientas utilizadas para la escritura cuneiforme.
Las gradas presentan un patrón único de asientos, dispuestos en líneas verticales que forman el diseño de un espectrograma sonoro, representando el sonido de los aficionados iraquíes.